# Карл Геррманн
Карл Германн (нім. Karl Herrmann; 27 жовтня 1891 — 8 жовтня 1960) — німецький офіцер, бригадефюрер СС, генерал-майор військ СС і поліції. Кавалер Німецького хреста в золоті.

## Біографія
Учасник Першої світової війни. 1 листопада 1932 року вступив у НСДАП (квиток №1 361 788), 28 січня 1939 року — в СС (посвідчення №357 135). З 128 лютого по 15 травня 1941 року — командир бойової групи «Норд», з 1 січня 1942 по 28 січня 1943 року — 10-го піхотного полку СС 1-ї мотопіхотної бригади СС, з 3 по 29 грудня 1942 і з 21 червня по 18 жовтня 1943 року — своєї бригади. В 1944 році переведений в розпорядження вищого керівника СС і поліції на Адріатичному узбережжі.

## Звання
- Штандартенфюрер резерву СС (28 квітня 1940)
- Оберфюрер СС (1 січня 1943)
- Бригадефюрер СС, генерал-майор військ СС і поліції (21 червня 1943)

## Нагороди
- Залізний хрест 2-го і 1-го класу
- Почесний хрест ветерана війни з мечами
- Кільце «Мертва голова»
- Застібка до Залізного хреста 2-го і 1-го класу
- Німецький хрест в золоті (14 вересня 1943)